# Telosma cordata
Telosma cordata es una especie de planta nativa de China. Se cultiva en otros lugares y puede aparecer silvestre como una especie introducida. Los nombres comunes incluyen violeta china, enredadera de prímula, vid de Pakalana, jazmín de Tonkin y enredadera tonkinense. La planta tiene racimos de flores de color amarillo dorado a lo largo de los tallos de la enredadera durante los meses de verano. Las flores individuales emergen sucesivamente durante un período de semanas y emiten una fragancia fuerte durante el día y la noche.

## Características
Telosma cordata se clasifica como una enredadera que puede escalar hasta 2-5 metros. El tallo es pequeño, redondo y muy resistente. A medida que la planta se hace más vieja, el tallo cambia de verde a marrón. La parte superior está cubierta con densa vegetación blanca que puede cubrir otros árboles por completo. Se reproduce por cortes o semillas. Puede crecer en suelo aireado y con brillante luz solar. Se puede encontrar en bosques de coníferas, bosques caducos mixtos y en bosques secos de dipterocarpáceas en toda Tailandia.

### Hojas
Las hojas tienen forma de corazón y crecen en pares. La hoja mide aproximadamente de 4 a 7,5 cm de ancho y aproximadamente de 6 a 11 cm de largo con la parte inferior lisa. El grosor de la hoja es muy pequeño, las venas se pueden ver claramente. El pecíolo mide aproximadamente de 1,2 a 2 cm de largo.

### Flores

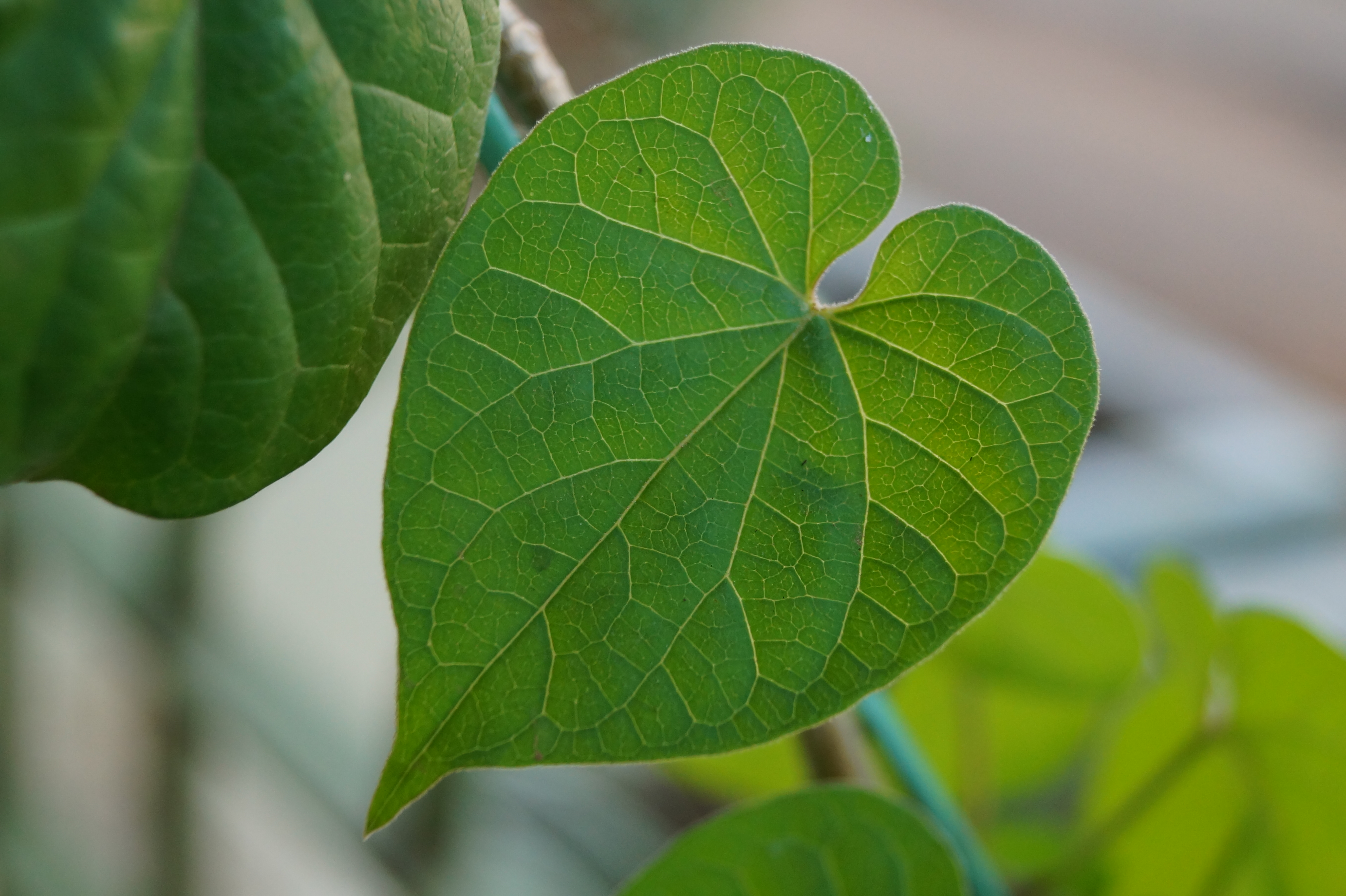
Hojas de la enredadera

Las flores crecen como un ramo de 10-20 flores. La flor de color amarillo verdoso tiene una fragancia fuerte, especialmente en la noche. Tiene un diámetro de aproximadamente 1,5 cm con 5 pétalos y 5 estambres que están conectados entre sí. La temporada de floración es de marzo a mayo, aunque a veces también florecen de julio a octubre.

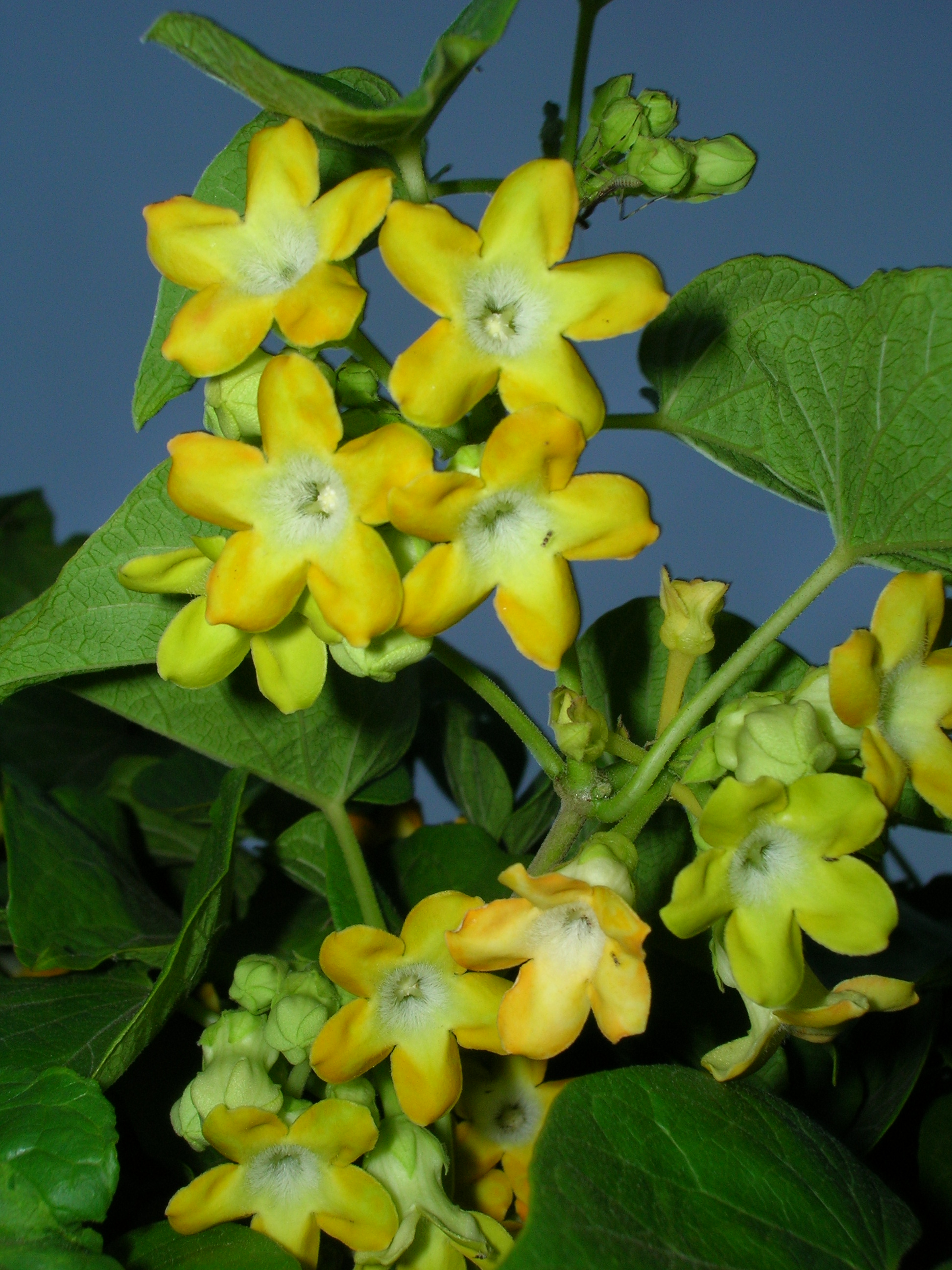
Flores

### Frutas
La fruta es lisa, verde y redonda con extremos puntiagudos. El interior contiene una gran cantidad de semillas planas con pelusa blanca unida al extremo. La temporada de producción es alrededor de junio a agosto.

## Usos

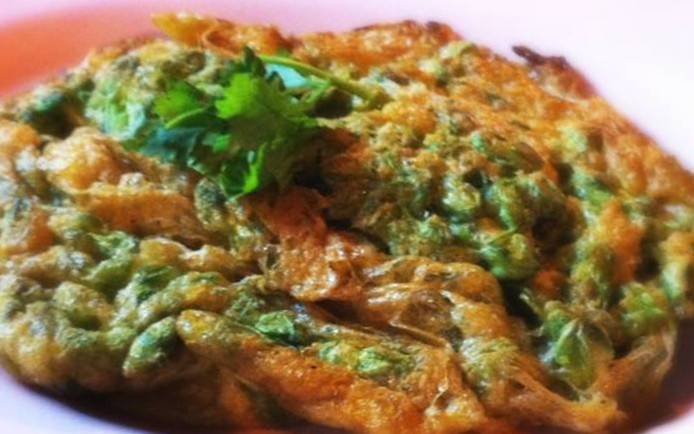
La flor utilizada en cocina

La parte superior, las frutas y las flores se pueden consumir como verduras. Se cree que la parte superior es la más nutritiva. La flor se usa en postres y para fines ornamentales en ramos de flores y coronas. Los tallos son fuertes y se pueden usar como cuerdas. La madera puede usarse para la construcción en algunos casos. La planta también se ha utilizado con fines medicinales tradicionales, como un antipirético, un antídoto contra venenos, como tranquilizante y para el alivio del dolor de la columna vertebral.

## Valor nutricional por 100 gramos
| Nutritions    | Value per 100 g. |
| ------------- | ---------------- |
| Carbohidratos | 10.6 g.          |
| Proteínas     | 5.0 g.           |
| Grasa         | 1.1 g.           |
| Fibra         | 0.8 g.           |
| Agua          | 80.5 g.          |
| Vitamina A    | 3.0 g.           |
| Vitamina B1   | 0.0004 g.        |
| Vitamina B2   | 0.0015 g.        |
| Vitamina B3   | 0.0017 g.        |
| Vitamina C    | 0.68 g.          |
| Calcio        | 0.7 g.           |
| Hierro        | 0.01 g.          |
| Fósforo       | 0.9 g.           |